# Robert Bunch
Sir Robert Bunch KCMG (* 11. September 1820; † 21. März 1881) war ein britischer Diplomat.

## Leben
Robert Bunch war von 1841 bis 1845 Attaché sowie Privatsekretär von William Pitt Adams in Bogotá und Lima.
Im September 1844 wurde er zusammen mit Captain Sir Thomas Thompson als Joint Commissioner zur Supreme Junta of Government of Peru nach Arequipa entsandt.
Am 16. Dezember 1845 wurde er zum Consular Agent in Lima ernannt.
Am 6. Februar 1846 wurde er zum geschäftsführenden Konsul in Callao (Peru) ernannt.
Robert Bunch war vom 25. Oktober 1848 bis 1853 Vize-Konsul in New York City.
Von 1853 bis 1864 war Bunch Konsul in Charleston, South Carolina.
1864 wurde er Generalkonsul in Havanna. Von 1866 bis 1878 diente er als Ministerresident und Generalkonsul in Kolumbien. Anschließend übernahm er diplomatische Posten in Venezuela und Peru.
Robert Bunch war seit 1853 verheiratet mit Charlotte Amelia Craig.